# Jewhen Jefremow
Jewhen Serhijowycz Jefremow, ukr. Євген Сергійович Єфремов (ur. 17 stycznia 1994 w Doniecku) – ukraiński piłkarz, grający na pozycji obrońcy.

## Kariera piłkarska

### Kariera klubowa
Wychowanek klubu Szachtar Donieck, barwy którego bronił w juniorskich mistrzostwach Ukrainy (DJuFL). 8 września 2011 rozpoczął karierę piłkarską w młodzieżowej drużynie Szachtara. 24 lipca 2016 przeniósł się do Illicziwca Mariupol. W styczniu 2017 wyjechał do Szwecji, gdzie został piłkarzem Kramfors-Alliansen Fotboll, a latem 2017 przeniósł się do Härnösands FF. 9 lutego 2018 zasilił skład Obołoń-Browaru Kijów. 16 stycznia 2020 zasilił skład Kołosu Kowaliwka.

### Kariera reprezentacyjna
W 2011 występował w juniorskiej reprezentacji Ukrainy.

## Sukcesy i odznaczenia

### Sukcesy klubowe
Illicziweć Mariupol
- mistrz Ukraińskiej Pierwszej Ligi: 2016/17